# Клавдий Интерамнский
Клавдий (убит ок. 270 года) — святой мученик Интерамнский. День памяти — 8 января.
Во времена императора Клавдия, когда были приняты указы о гонении на христиан, в Интерамне пострадал принцепс Клавдий со своими воинами Карбонаном (Carbonan), Тибудианом (Tibudian) и Планием (Planio) за то, что они содействовали христианам, находящимся в заключении христиан, и помогали им перенести те муки, которые они претерпевали за Христа. Св. Клавдий со товарищи был арестован. Претерпев мучения, они стяжали венцы мучеников. Тела св. мучеников были погребены в храме св. мученика Зенона.